# Giovanni Battista Paghetti
Giovanni Battista Paghetti (... – 1710 circa) è stato un attore teatrale italiano.
Interprete del Dottore nella commedia dell'arte, nel 1676 fu scritturato dal ducato di Modena.